# K-329 Belgorod
Il K-329 Belgorod (in cirillico: Белгород) è un sottomarino a propulsione nucleare di origine russa, classificato quale incrociatore lanciamissili sottomarino, sviluppato inizialmente secondo il Progetto 949AM Antey (nome in codice NATO: Oscar II) ed in seguito radiato e riconvertito a sottomarino per impieghi speciali, questa volta secondo i dettami del Progetto 09852.
I sottomarini di questa classe, di cui il Belgorod è l'unica unità prodotta, sono stati designati vettori dell'UUV Poseidon.
Varato il 23 aprile 2019, dopo lunghi lavori di riqualificazione, è stato sottoposto a prove in mare nel corso del 2020, proseguite con l'avvio dei test finali del costruttore nel giugno 2021.
L'entrata in servizio presso la Marina della Federazione Russa, prevista verso la fine dell'anno 2021, è avvenuta il 9 luglio 2022.

## Storia
Costruito presso i cantieri Sevmash di Severodvinsk a partire dal 24 luglio 1992, come sottomarino nucleare di classe 949A Antey, venne battezzato col nome Belgorod il 6 aprile 1993. Il 16 maggio 1994 tuttavia, ne venne sospesa la costruzione.
Nel settembre 2000, a seguito del disastro del Kursk, si decise di riprenderne la costruzione.
Nel 2004, si decise di proseguire la costruzione del sottomarino utilizzando i fondi del cantiere Sevmash. Il 20 luglio 2006 la percentuale di completamento dell'unità era stimata essere all'80%.
Nel 2009 era stata presa in considerazione la possibilità di riequipaggiare l'unità con i missili da crociera sviluppati per la Classe Yasen, ma ad inizio del 2012, il comandante in capo della Marina russa, Vladimir Vysotsky, annunciò che il Belgorod sarebbe stato completato per rispondere ai fini di un progetto speciale. Il 20 dicembre 2012 è stato lanciato per la seconda volta, nell'ambito del progetto 09852.
Previsto per il 2018 il trasferimento alla Marina russa, l'unità è stata lanciata solo il 23 aprile 2019, per poi proseguire i test di stato nel corso del 2020.

## Caratteristiche
Rispetto al Progetto 949AM Antey da cui ha origine, il Belgorod presenta uno scafo allungato, dotato di nuove coperture anecoiche ed apparecchiature di ultima generazione. Inoltre, si ritiene che le eliche presentino un design insolito, in grado di fornire una silenziosità di navigazione mai raggiunta in precedenza da sottomarini di costruzione russa o sovietica.   
Il Belgorod sarà in grado di trasportare a bordo sei UUV Poseidon nonché i batiscafi senza pilota classe Klavesin.

## Utilizzatori

### Presenti
Russia
- dal 2021